# Mathias Patin
Mathias Patin (ur. 25 kwietnia 1974 w Colombes) – francuski siatkarz, grający na pozycji rozgrywającego. Były reprezentant kraju. W drużynie narodowej w latach 1999–2005 rozegrał 97 spotkań.

## Osiągnięcia

### Klubowe
- 2004 – Puchar Francji
- 2007 – 2. miejsce w Lidze Mistrzów

### Reprezentacyjne
- 2002 – 3. miejsce na Mistrzostwach Świata w Argentynie
- 2003 – 2. miejsce na Mistrzostwach Europy w Niemczech
- 2003 – 5. miejsce w Pucharze Świata
- 2004 – 5. miejsce w Lidze Światowej
- 2004 – 9.–10. miejsce na Igrzyskach Olimpijskich w Grecji